# Boni (nombre)
Boni es un nombre propio masculino de origen latino que significa ‘bueno’ u ‘hombre de bien’. Procede del término latino Bonus (‘bueno’).

## Santoral
La onomástica de Boni es el 1 de agosto (en honor a san Boni, sacerdote y mártir).

## Entidad propia
Boni es un nombre propio masculino con entidad propia, diferente a Bono y Bonifacio. 